# Sorbus rhodanthera
Sorbus rhodanthera är en rosväxtart som beskrevs av M. Kovanda. Sorbus rhodanthera ingår i släktet oxlar, och familjen rosväxter. Inga underarter finns listade i Catalogue of Life.